# براندان إيفانز
براندان إيفانز (بالإنجليزية: Brendan Evans)‏ هو لاعب كرة مضرب أمريكي، ولد في 8 أبريل 1986 في بونتياك في الولايات المتحدة.

## وصلات خارجية
- براندان إيفانز على موقع رابطة محترفي التنس (الإنجليزية)
- براندان إيفانز على موقع الاتحاد الدولي لكرة المضرب (الإنجليزية)
- براندان إيفانز على موقع خلاصة التنس.كوم (الإنجليزية)
- براندان إيفانز على موقع إي إس بي إن.كوم (الإنجليزية)